# I tre corsari
I tre corsari («Los tres corsarios» o «Los tres piratas» en español) es una película de aventuras italiana de 1952 dirigida por Mario Soldati. Según los créditos iniciales, está basada en la novela Il corsaro verde de Emilio Salgari; en realidad, Il corsaro verde es una obra apócrifa de 1942 escrita por Sandro Cassone.

## Argumento
El castillo de los condes de Ventimiglia es tomado por asalto por el conquistador Van Gould, que mata al padre de los condes y envía a sus tres hijos presos a las Antillas. El barco es atacado por piratas y los tres hermanos son liberados. Deciden unirse a los piratas para vengarse de Van Gould, quien también se trasladó a las Antillas bajo las órdenes del virrey.

## Reparto
- Ettore Manni como el corsario negro, Enrico di Ventimiglia.
- Marc Lawrence como Van Gould.
- Barbara Florian como Isabella.
- Renato Salvatori como el corsario rojo, Rolando di Ventimiglia.
- Cesare Danova como el corsario verde, Carlo di Ventimiglia.
- Alberto Sorrentino como Agonia.
- Gualtiero Tumiati como el conde de Ventimiglia.
- Ignazio Balsamo como Van Stiller.
- Joop van Hulzen como el virrey de S.M.
- Ubaldo Lay como el carcelero Alvaro.
- Tiberio Mitri como Jordan Graumont.